# Transport aérien de la vallée du Rhône
Le Rhône, dans sa partie française traverse trois régions administratives et 10 départements :
- Rhône-Alpes avec l'Ain, la Savoie, le Rhône, la Loire, l'Isère, l'Ardèche et la Drôme ;
- Provence-Alpes-Côte d'Azur avec le Vaucluse et les Bouches-du-Rhône ;
- Languedoc-Roussillon avec le Gard.

## Aéroports par catégories
La vallée du Rhône compte 63 aéroports, aérodromes, héliports ou altiports.
On y trouve tous types d'activité et de catégories d'aérodromes. 

### Aéroports internationaux
Des aéroports internationaux à trafic longs-courriers intercontinentaux : l'aéroport international de Genève en Suisse possède un secteur français pour les vols intérieurs uniquement. Genève est le second aéroport suisse avec un trafic de plus de 15,8 millions de passagers en 2015 (classé dans les aéroports français, il serait le troisième en nombre de passagers après Charles-de-Gaulle et Orly). L'aéroport Lyon-Saint-Exupéry (quatrième aéroport français derrière Paris-Charles-de-Gaulle, Paris-Orly et Nice-Côte d'Azur) avec un trafic de 8 millions de passagers et l'aéroport de Marseille Provence avec un trafic de 7,5 millions de passagers en 2010 (cinquième rang français) qui est également la base nationale de la Sécurité civile pour les avions bombardiers d'eau. 
Des aéroports internationaux à trafic européen et moyens-courriers :  aéroport de Chambéry - Savoie, aéroport International de Grenoble-Isère, aéroport de Valence - Chabeuil, aéroport d'Avignon - Caumont et aéroport de Nîmes - Garons.
Des aérodromes à trafic commercial national ou privé national et international : aéroport de Lyon-Bron, aéroport de Saint-Étienne - Bouthéon, aérodrome d'Aubenas Ardèche méridionale, aéroport d'Aix Les Milles, héliport d'Aubagne - Agora.

### Aérodromes militaires
On trouve également des aérodromes militaires : Aérodrome d'Ambérieu, Aéroport d'Istres - Le Tubé, Base aérienne de Salon-de-Provence, Base aérienne d'Orange Caritat et Base Aérienne de Saint-Christol. 

### Autres aérodromes

#### Ouverts à la CAP
On dénombre aussi beaucoup de terrains ouvert à la CAP ou à usage restreint pour la pratique de toutes les activités aériennes comme le parachutisme, l'aéromodélisme, les vols d'école avions, planeurs et hélicoptères, les vols de voyages, la voltige. Les aérodromes ouverts à la CAP : Bellegarde-sur-Valserine, Aérodrome de Bourg - Ceyzériat, Aérodrome d'Oyonnax - Arbent, Aérodrome de Pérouges - Meximieux, Aérodrome de Chambéry - Challes-les-Eaux, Aérodrome de Lyon - Corbas, Aérodrome de Villefranche - Tarare,  Aérodrome de Feurs - Chambéon, Aérodrome de Saint-Chamond - L'Horme, Aérodrome de Langogne - Lespéron, Aérodrome de Grenoble - Le Versoud, Aérodrome de Morestel, Aérodrome de Romans - Saint-Paul, Aérodrome de Pierrelatte, Aérodrome de Saint-Rambert-d'Albon, Aérodrome de Vienne Reventin,  Aéroport de Montélimar - Ancône, Aérodrome d'Alès Cévennes, Aérodrome de Nîmes Courbessac, Aérodrome de Salon - Eyguières, Aérodrome de Carpentras,  Aérodrome de Pont-Saint-Esprit, Aérodrome de Valréas - Visan.

#### Aérodromes à usage restreint
Les aérodromes à usage restreint : Aérodrome de Belley-Peyrieu, Aérodrome de Corlier, Aérodrome de Belleville - Villié-Morgon, Aérodrome d'Albertville, Aérodrome de Méribel, Aérodrome de Courchevel, Saint-Bon-Tarentaise, Aérodrome de Sollières-Sardières, Aérodrome de Saint-Rémy-de-Maurienne,Aérodrome de Lyon - Brindas, Saint-Galmier, Aérodrome de La Tour-du-Pin - Cessieu, Altiport de l'Alpe d'Huez, Aérodrome de Saint-Jean-d'Avelanne, Aérodrome de Ruoms, Aérodrome d'Aubenasson, Altiport de La Motte-Chalancon,  Aérodrome de Saint-Jean-en-Royans, Aérodrome d'Avignon - Pujaut, Aérodrome de La Grand'Combe, Aérodrome d'Uzès, Aérodrome de Berre - La Fare et Aérodrome du Mazet de Romanin.

### Hélistations
Dans les départements longeant le Rhône, il y a aussi beaucoup d'hélistations. Certaines pour le trafic passagers, d'autre pour les besoins sanitaires (centres hospitaliers) ou de sécurité (hélistation de gendarmerie ou de centre de secours)

## Liste des aéroports, aérodromes, héliports et altiports
Liste des aéroports, aérodromes et héliports de la Vallée du Rhône (Source : Service de l'information aéronautique - Air Information Publication France partie AD 1 et 3),. 
| Département | Nom de l'aérodrome                                                  | Commune de l'aérodrome             | Code IATA | Code OACI | Alt. en m | Nb de pistes | Remarques                                                                        |
| ----------- | ------------------------------------------------------------------- | ---------------------------------- | --------- | --------- | --------- | ------------ | -------------------------------------------------------------------------------- |
| 01          | Aérodrome d'Ambérieu                                                | Ambérieu-en-Bugey                  |           | LFXA      | 251       | 2            |                                                                                  |
| 01          | Aérodrome de Bellegarde Vouvray                                     | Bellegarde-sur-Valserine           |           | LFHN      | 494       | 2            |                                                                                  |
| 01          | Aérodrome de Bourg - Ceyzériat                                      | Bourg-en-Bresse                    |           | LFHS      | 260       | 2            |                                                                                  |
| 01          | Aéroport international de Genève secteur français (vols intérieurs) | Grand-Saconnex et Meyrin en Suisse | GVA       | LSGG      | 420       | 2            | Secteur français uniquement pour les vols intérieurs, accès par Ferney-Voltaire. |
| 01          | Aérodrome d'Oyonnax - Arbent                                        | Arbent                             |           | LFLK      | 534       | 2            |                                                                                  |
| 01          | Aérodrome de Belley-Peyrieu                                         | Belley                             |           | LFKY      | 224       | 1            | usage restreint                                                                  |
| 01          | Aérodrome de Corlier                                                | Corlier                            |           | LFJD      | 841       | 1            | usage restreint                                                                  |
| 01          | Aérodrome de Pérouges - Meximieux                                   | Pérouges                           |           | LFHC      | 213       | 1            |                                                                                  |
| 07          | Aérodrome d'Aubenas Ardèche méridionale                             | Aubenas                            | OBS       | LFHO      | 280       | 1            |                                                                                  |
| 07          | Aérodrome de Langogne - Lespéron                                    | Lespéron                           |           | LFHL      | 1014      | 1            |                                                                                  |
| 07          | Aérodrome de Ruoms                                                  | Ruoms                              |           | LFHF      | 110       | 1            | usage restreint                                                                  |
| 13          | Aérodrome de Berre - La Fare                                        | La Fare-les-Oliviers               |           | LFNR      | 32        | 2            | usage restreint                                                                  |
| 13          | Aéroport de Marseille Provence                                      | Marignane                          | MRS       | LFML      | 22        | 2            |                                                                                  |
| 13          | Aérodrome de Salon - Eyguières                                      | Salon-de-Provence                  |           | LFNE      | 74        | 2            |                                                                                  |
| 13          | Aéroport d'Aix Les Milles                                           | Aix-en-Provence                    |           | LFMA      | 111       | 1            |                                                                                  |
| 13          | Aéroport d'Istres - Le Tubé                                         | Istres                             |           | LFMI      | 24        | 1            |                                                                                  |
| 13          | Aérodrome du Mazet de Romanin                                       | Saint-Rémy-de-Provence             |           | LFNZ      | 117       | 1            | usage restreint                                                                  |
| 13          | Base aérienne de Salon-de-Provence                                  | Salon-de-Provence                  |           | LFMY      | 60        | 1            | militaire                                                                        |
| 13          | Héliport d'Aubagne - Agora                                          | Aubagne                            | JAH       |           | 116       | 1            | héliport                                                                         |
| 26          | Aérodrome de Romans - Saint-Paul                                    | Romans-sur-Isère                   |           | LFHE      | 181       | 3            |                                                                                  |
| 26          | Aéroport de Valence - Chabeuil                                      | Valence                            | VAF       | LFLU      | 160       | 3            |                                                                                  |
| 26          | Aérodrome de Pierrelatte                                            | Pierrelatte                        |           | LFHD      | 60        | 2            |                                                                                  |
| 26          | Aérodrome de Saint-Rambert-d'Albon                                  | Saint-Rambert-d'Albon              |           | LFLR      | 155       | 2            |                                                                                  |
| 26          | Aérodrome d'Aubenasson                                              | Aubenasson                         |           | LFJF      | 246       | 1            | usage restreint                                                                  |
| 26          | Altiport de La Motte-Chalancon                                      | La Motte-Chalancon                 |           | LFJE      | 879       | 1            | usage restreint                                                                  |
| 26          | Aéroport de Montélimar - Ancône                                     | Montélimar                         |           | LFLQ      | 73        | 1            |                                                                                  |
| 26          | Aérodrome de Saint-Jean-en-Royans                                   | Saint-Jean-en-Royans               |           | LFKE      | 263       | 1            | usage restreint                                                                  |
| 30          | Aérodrome d'Avignon - Pujaut                                        | Avignon                            |           | LFNT      | 45        | 3            | usage restreint                                                                  |
| 30          | Aérodrome d'Alès Cévennes                                           | Alès                               |           | LFMS      | 203       | 1            |                                                                                  |
| 30          | Aérodrome de La Grand'Combe                                         | La Grand-Combe                     |           | LFTN      | 502       | 1            | usage restreint                                                                  |
| 30          | Aéroport de Nîmes Courbessac                                        | Nîmes                              |           | LFME      | 60        | 1            |                                                                                  |
| 30          | Aéroport de Nîmes - Garons                                          | Nîmes                              | FNI       | LFTW      | 94        | 1            |                                                                                  |
| 30          | Aérodrome d'Uzès                                                    | Uzès                               |           | LFNU      | 270       | 1            | usage restreint                                                                  |
| 38          | Aéroport International de Grenoble-Isère                            | Grenoble                           | GNB       | LFLS      | 396       | 3            |                                                                                  |
| 38          | Aérodrome de Grenoble - Le Versoud                                  | Grenoble                           |           | LFLG      | 220       | 2            |                                                                                  |
| 38          | Altiport de l'Alpe d'Huez                                           | Huez                               | AHZ       | LFHU      | 1859      | 1            | usage restreint                                                                  |
| 38          | Aérodrome de La Tour-du-Pin - Cessieu                               | La Tour-du-Pin                     |           | LFKP      | 320       | 1            | usage restreint                                                                  |
| 38          | Aérodrome de Morestel                                               | Morestel                           |           | LFHI      | 245       | 1            |                                                                                  |
| 38          | Aérodrome de Saint-Jean-d'Avelanne                                  | Saint-Jean-d'Avelanne              |           | LFKH      | 295       | 1            | usage restreint                                                                  |
| 38          | Aérodrome de Vienne Reventin                                        | Vienne                             |           | LFHH      | 219       | 1            |                                                                                  |
| 42          | Aérodrome de Feurs - Chambéon                                       | Feurs                              |           | LFLZ      | 334       | 1            |                                                                                  |
| 42          | Aérodrome de Saint-Chamond - L'Horme                                | Saint-Chamond                      |           | LFHG      | 395       | 1            |                                                                                  |
| 42          | Aéroport de Saint-Étienne - Bouthéon                                | Saint-Étienne                      | EBU       | LFMH      | 403       | 1            |                                                                                  |
| 42          | Aérodrome de Saint-Galmier                                          | Saint-Galmier                      |           | LFKM      | 385       | 1            | usage restreint                                                                  |
| 69          | Aéroport Lyon-Saint-Exupéry                                         | Colombier-Saugnieu                 | LYS       | LFLL      | 250       | 2            |                                                                                  |
| 69          | Aérodrome de Lyon - Corbas                                          | Corbas                             |           | LFHJ      | 198       | 2            | usage restreint                                                                  |
| 69          | Aérodrome de Villefranche - Tarare                                  | Frontenas                          |           | LFHV      | 327       | 2            |                                                                                  |
| 69          | Aérodrome de Belleville - Villié-Morgon                             | Saint-Jean-d'Ardières              |           | LFHW      | 214       | 1            | usage restreint                                                                  |
| 69          | Aéroport de Lyon-Bron                                               | Chassieu                           | LYN       | LFLY      | 200       | 1            |                                                                                  |
| 69          | Aérodrome de Lyon - Brindas                                         | Brindas                            |           | LFKL      | 316       | 1            | usage restreint                                                                  |
| 73          | Aérodrome de Chambéry - Challes-les-Eaux                            | Chambéry                           |           | LFLE      | 299       | 2            |                                                                                  |
| 73          | Aéroport de Chambéry - Savoie                                       | Chambéry                           | CMF       | LFLB      | 237       | 2            |                                                                                  |
| 73          | Aérodrome d'Albertville                                             | Albertville                        |           | LFKA      | 314       | 1            | usage restreint                                                                  |
| 73          | Aérodrome de Méribel                                                | Les Allues                         | MFX       | LFKX      | 1717      | 1            | usage restreint                                                                  |
| 73          | Aérodrome de Courchevel                                             | Saint-Bon-Tarentaise               | CVF       | LFLJ      | 2005      | 1            | usage restreint                                                                  |
| 73          | Aérodrome de Sollières-Sardières                                    | Sollières-Sardières                |           | LFKD      | 1296      | 1            | usage restreint                                                                  |
| 73          | Aérodrome de Saint-Rémy-de-Maurienne                                | Saint-Rémy-de-Maurienne            |           | LFKR      | 414       | 1            | usage restreint                                                                  |
| 84          | Aéroport d'Avignon - Caumont                                        | Avignon                            | AVN       | LFMV      | 37        | 3            |                                                                                  |
| 84          | Aérodrome de Carpentras                                             | Carpentras                         |           | LFNH      | 120       | 2            |                                                                                  |
| 84          | Base aérienne d'Orange Caritat                                      | Orange                             |           | LFMO      | 60        | 1            | militaire                                                                        |
| 84          | Aérodrome de Pont-Saint-Esprit                                      | Lamotte-du-Rhône                   |           | LFND      | 43        | 1            | définitivement fermé                                                             |
| 84          | Base Aérienne de Saint-Christol                                     | Saint-Christol                     |           | LFXI      | 833       | 1            | désaffecté                                                                       |
| 84          | Aérodrome de Valréas - Visan                                        | Valréas                            |           | LFNV      | 143       | 1            |                                                                                  |